# 球闘士バトローラーエックス
球闘士バトローラーエックス（Vattoroller X）は、月刊雑誌・Vジャンプの創刊10周年を記念してバンダイから発売されたゲームボーイアドバンス用ソフト、及びやぶのてんやによって連載された漫画である。

## バトローリング
この作品の主題であるバトローリングは、特殊なフィールド内でオーラと呼ばれる力を球体（ロール）にしたり、アームと呼ばれる武器を実体化させたりする「アーマレット」の所持者同士が戦う架空のスポーツである。
バトローリングを行うスポーツマンの総称として「バトローラー」と称される。

### アーマレット
オーラを増幅して視覚化するための必須アイテム。見た目は掌ほどのメダルのような形状。
個人の生体情報を読み取ることで様々な紋様のものが存在し、そのバトローラーに合ったものが選ばれる。オーラの強弱、ロールの形状、身体能力の増減等の特性を持つ。獅子や竜などの想像上の生物の他、亀や鷹などの現実の生物がモチーフとなっているものもある。
また、コンパクトのように開閉ができ、容量に合わせて最大3つまでのアームをセット可能。これをアームセットと呼ぶ。個々のアームセットの組み合わせによって、最大3種の必殺技を使用できる。

### アーム
ブレード系
剣やナイフなどの刃物系のアーム。
ストライク系
槍や斧など破壊力の強いアーム。
ハント系
弓矢や手裏剣など射程が長いアーム。
バウンダー系
盾のようなアーム。ロールをはじき跳ばしたり、他の選手の攻撃を防ぐのに使う。

## ゲーム

### 登場人物
主人公
勝飛中学に転校してきた1年生。原作のジンたちのバトローリングの試合を見てバトローリングに興味を持つ。
使用できるアーマレットは初めは5種類の中からしか選べないが、条件を満たすことで16種類の中から選択可能。
コマチ
勝飛中学バトローリング部の部長で1年生。強引な性格で主人公たちを引っ張ってゆく。
ライバとは兄妹の関係でバトローリングについて多少衝突しているが、仲が悪いというわけではない。
料理が好きと言う女の子らしい一面があるが腕は悪い。
原作に登場する黒澤シュウのファンでもある。
使用アーマレットは猫を模した「ニャティー」。
タクミ
勝飛中学の生徒会長で2年生。文武両道でバトローラーとしての実力も高い。
勝利にこだわるジムの方針に疑問を抱き、バトローリングから離れていたが主人公との出会いでバトローリングの楽しさを思い出し、バトローリング部に入部することに。
特撮が好きらしく「バトレンジャー」と言う特撮ドラマにはまっている一面を持つ。
使用アーマレットは狼を模した「ウルフェン」。
イカヅチ
勝飛中の生徒。大柄な男で関西弁を話す。
タクミがジムをやめ、部活に入部した事に腹を立て、連れ戻しに来るが主人公との勝負に負け、入部することに。(本人もジムをやめるつもりだったらしい)
使用アーマレットはゴーレムを模した「ゴラムス」。
スズカ
勝飛中の校長で、バトローリング部の顧問。
ブレード系専門のマスターでもある。
顔が広く、バトローリングを生み出した「グローブ社」のグローブ社長とも親しい。
使用アーマレットは天使を模した「エンジェラン」。
ライバ
勝飛中の生徒で、コマチの兄。主人公の実力に目を付ける。
バトローラーとして高い実力を持つが、部には入らず「プレミアムジム」で勝利にこだわるバトローリングをしている。
使用アーマレットは隼を模した「ファルコーン」。
ホクト
勝飛中の生徒で、ミナミとは双子の兄妹。
人の話を聞かないナルシスト。占いが趣味らしいが余り当たらない。
「プレミアムジム」に通っているが、余り実力は高くない。
ミナミ
勝飛中の生徒で、ホクトとは双子の兄妹。
ホクト同様、人の話を余り聞かないが兄よりはマシで生徒副会長もやっている。
プレミアムジムに通っているが、兄同様実力には乏しい。
ウエスト
ライバ達が通う「プレミアムジム」のマスター。勝利にこだわり、負けたものには容赦がない。
勝つためならどんな手段でも選ばない非情な性格をしている。
トウドウ
「ヘクサ社」という会社の社長で、「プレミアムジム」のオーナー。
ウエスト以上に非情な男で、違法アームを製造してバトローリング界を支配しようと企む。
一度マルスに勝利すると、隠しシナリオで戦う事が出来る。
ハヤテ
19歳の若さでバトローラーの頂点「マルス」の称号に立つ最強のバトローラーで歴代最年少のマルス。
使用するアーマレットは「ゴールドナイト」をモチーフにした「エンペリオル」。
使用アーム「ソウリュウ」は代々のマルスが持つ事の出来る最強の証でもある。

## 漫画
ゲーム版の前身として扱われる。バトローリングを知った少年ジンがライバル達と競い合いバトローラーとして成長していく近未来の物語。バトローラーの頂点はマルスと呼ばれる。
バトローリングの安全機構を廃し、不法に殺し合いへと悪用したデスローリング、通称「デスローラー」との闘いへと発展する。

### 登場人物
塚原ジン
本作の主人公。中学生にしては小柄だが底抜けに明るく前向きな性格。都会から離れた孤島、コスモス島にて祖父に剣術を習っていたが、祖父の逝去を機にコロナの家に居候する事になる。当初はオーラを上手く扱えず剣一本によるバトルしか出来なかったが、グレンに師事し荒削りながらも未知数の実力を持つようになった。
使用アーマレットは不死鳥を模し高い爆発力を持つ「ファイバード」
使用アームは使用者のオーラ量に応じて形状と威力が変化するブレード系「ホウオウ丸」。
田中リョウ
ジンが最初に知り合い闘ったバトローラー。常に木刀を持ち歩いている粗野な性格の不良。実力の強弱に強い執着を持ち、負かした対戦相手のアーマレットを壊す非道を行っていたがジン達に感化され変わり始める。誰に対してもぶっきら棒な態度を取るが尊敬するシュウに対しては敬意を払う。小動物好き。「田中」という苗字をジンに普通と言われ「全国の田中さんに謝れ!」と言っていた。
バトルスタイルは盾を使わずブレイド系アームを用いた２刀流でひたすら攻撃に特化している。
使用アーマレットは獅子を模し攻撃力に優れる「ライオネル」。
使用アームは二刀一対の刀「黒牙＆白牙」。繊細なオーラの制御により真の姿「融合剣グレイサー」へ変化する。
黒澤シュウ
ジン達の地域に置いて中学生にしてNo.1バトローラーと呼ばれる天才。飛び抜けたオーラ制御力を持つ。リョウとは同じ学校で同じくバトローリング部に所属しており、リョウがバトローリングを始める切っ掛けを作りジンがバトローリングに熱意を燃やす要因ともなった人物。普段は理知的で冷静だが内には熱い闘志も宿す。
使用アーマレットは竜を模しバランスに優れた「ドラグーン」。
使用アームは切っ先を分離させ鞭のように自在に操作できる如意の剣「トリプルアイズ」。
宮島トータ
ジンより更に小柄なインテリ派バトローラー。事前調査に余念がなく、体格差によるハンデを克服するため緻密なアームセットを組む事に長ける。感情が昂ぶったり敵に対しても敬語で話すがちゃっかりした一面も持つ。
使用アーマレットは玄武を模しスピードは遅いが防御力に秀でた「ゲンブール」。
臨機応変にアームを組むため代名詞的なアームはない。
春川コロナ
ジンの幼馴染。道場を開いている祖父がジンの祖父と親友。真丸中学バトローリング部のマネージャー。正義感が強く自分の意見はしっかり通す。一生懸命にバトローリングに夢中なバトローラーを応援するのが何より好き。言うなれば応援に夢中。
作中ではバトローリングをしないが、ゲーム版では「エンジェラン」のアーマレットを使用する。
グレン
コロナの道場の門下生だった人物。ジン同様に剣術からバトローリングに転向した。怪我が元で早々に引退したがマルスも夢ではなかった実力者で現在は師匠（マスター）となっている。時代錯誤な出で立ちに厳格な性格。課題をクリアしたジンに修行をつけ「ホウオウ丸」（正式名称：ファイバラッシュ）を託し名付けた。
使用アーマレットは火トカゲを模した「サラマンド」。
使用アームは大剣「エクゼリーザ」。
ハンニバル
バトローリング関連会社社長にしてデスロール＝コロシアム主催。デスローラーの中でも特に秀でた実力と攻撃性を持つ「四凶星」のトップ。ジンの祖父である塚原幻蔵の元弟子でありジンの兄弟子に当たる。優れた才能を持ってはいたが徐々に殺人剣に魅せられ傾倒、挙句に禁を破り秘伝書を盗み見た事で破門にされる。
闘争本能を極限まで引き出し潜在能力と凶暴性を発露させる悪魔のツール、「デスナッツ」の開発者でもある。
使用アーマレットは死神を模し物理法則を無視した効力を与える「デスロード」
使用アームは身の丈ほどの長剣「ヘブンブレイカー」。
レイオン
四凶星No.2。ガジャやマザキとは数段上の実力を持つ。その正体はシュウやリョウの師匠。強面だが、かつてはバトローリングを文化と誇り、幼かったシュウを諭した優れた良き指導者だった。凄まじいまでのスピードで三面六臂に分身したかのような残像を維持しながら戦闘が可能。
使用アーマレットは阿修羅を模した「アシュラム」。
使用アームは両端に刃を持つ槍「ディアマンダー」。
ガジャ
四凶星の先鋒。頭髪を剃り込み常に涎を滴らせている見るからに危険なサディスト。両腕をいくつにも分裂していると錯覚させる程の攻撃スピードを誇る。
使用アーマレットはクラーケンを模した「クラッケン」。
使用アームは掌の甲に密着した長い二刀の爪「テンタークス」。
マザキ
四凶星の次鋒。ターバンを被り歓喜の際に奇声を上げるエゴイスト。相手のアームセットを看破し対応策を悉く潰す事を至上の喜びとしている。
使用アーマレットはオーラに秀でベルゼブブをモチーフとした「ベルゼーブ」。
使用アームはハント系の杖「サモナード」。